# Quần đảo Mascarene
Quần đảo Mascarene hay quần đảo Mascarenhas là một quần đảo thuộc Ấn Độ Dương, nằm ở phía đông đảo Madagascar. Quần đảo này bao gồm Mauritius, Réunion và Rodrigues. Tên của nhóm đảo này được đặt theo họ của nhà hàng hải người Bồ Đào Nha Pedro Mascarenhas - người đầu tiên đến quần đảo này vào đầu thế kỷ 16. Quần đảo có nguồn gốc địa chất là hoạt động của núi lửa của điểm nóng Réunion bên dưới cao nguyên Mascarene và hình thành nên một khu vực sinh thái dị biệt với quần động thực vật độc nhất vô nhị.

## Địa lý
Quần đảo Mascarene gồm ba hòn đảo lớn cộng với nhiều tàn tích núi lửa thuộc vùng nhiệt đới tây nam Ấn Độ Dương]], ở vào khoảng 700 đến 1500 km về phía đông của Madagascar. Địa hình đa dạng, gồm có ám tiêu, ám tiêu vòng và đảo nhỏ. Trên các đảo lớn tồn tại sự đa dạng sinh học khác thường. Khí hậu ở đây là khí hậu hải dương và nhiệt đới.

### Địa chất
Quần đảo này có nguồn gốc núi lửa. Saya de Malha (35 triệu năm trước) là đảo đầu tiên nhô khỏi mặt biển Ấn Độ Dương do hoạt động của điểm nóng Réunion, kế đó đến lượt Nazareth, Soudan và Cargados Carajos. Đảo già nhất trong các đảo còn tồn tại là Mauritius (7-10 triệu năm trước), hình thành cùng với dãy núi ngầm Rodrigues. Các đảo Rodrigues và Réunion được hình thành trong hai triệu năm trước đây. Réunion là đảo lớn nhất trong quần đảo (2.500 km²), xếp dưới là Mauritius (1.900 km²) và Rodrigues (110 km²). Về sau, các bãi Saya de Malha, Nazareth và Soudan chìm hoàn toàn dưới biển và trở thành bãi ngầm, còn Cargados Carajos thì vẫn còn là ám tiêu san hô vòng. Điểm nóng Réunion bắt đầu nguội đi và Rodrigues hóa thành một hòn đảo nhỏ. Giả sử nếu không xói mòn thì Cargados Carajos sẽ vẫn là một đảo núi lửa to lớn, khi đó quần đảo Mascarenes sẽ gồm tới bảy đảo hoặc hơn (nếu tính cả Saya De Malha, Nazareth và Soudan) chứ không chỉ là ba đảo (Mauritius, Réunion, Rodrigues) như ngày nay.
Réunion sở hữu những ngọn núi cao nhất quần đảo, đó là các núi lửa hình khiên Piton des Neiges (3.069 m) và Piton de la Fournaise (2.525 m). Piton de la Fournaise nằm ở góc đông nam đảo Réunion, là một trong những núi lửa hoạt động nhất trên thế giới, lần phun trào gần đây nhất là vào ngày 2 tháng 1 năm 2010. Piton de la Petite Rivière Noire (828 m) là đỉnh cao nhất Mauritius. Trên đảo Rodrigues thì chỉ có các đồi thoai thoải chỉ cao có 390 m.
Cao nguyên Mascarene là một cao nguyên ngầm dưới biển, trải dài xấp xỉ 2000 km từ Seychelles đến Réunion. Cao nguyên bao gồm một vùng nước nông có diện tích 115.000 km² với độ sâu từ 8 đến 150 m, đâm thẳng 4.000 m xuống đồng bằng biển thẳm ở rìa cao nguyên. Phần đông nam của cao nguyên (bao gồm bãi ngầm Saya de Malha, bãi ngầm Nazareth, các bãi ngầm Soudan và các bãi cạn Cargados Carajos) là do điểm nóng Réunion tạo ra. Xa xưa chúng là các đảo núi lửa giống như Mauritius và Réunion nhưng sau đó đã bị xói mòn hoặc chìm xuống dưới mặt biển, biến thành bãi ngầm hoặc đảo san hô thấp. Bãi ngầm Saya de Malha hình thành 35 triệu năm trước đây, sau đó là bãi ngầm Nazareth và các bãi cạn thuộc Cargados Carajos. Các bãi ngầm đá vôi được tìm thấy trên cao nguyên Mascarene là những gì còn lại của các ám tiêu san hô, điều đó cho thấy cao nguyên này có gốc gác là các hòn đảo. Một số trong số các bãi ngầm vốn là đảo trong khoảng 18000-6000 năm trước, khi đó mực nước biển trong kỷ băng hà còn thấp hơn 130 m so với bây giờ.